# Einwanderung und Einwanderungspolitik in Dänemark seit 1945
Einwanderer aus dänischer Perspektive sind Menschen ausländischer Herkunft, die sich dauerhaft oder zumindest längerfristig in Dänemark niederlassen (dänisch bindestregsdansker). Dies können Flüchtlinge bzw. Asylbewerber, Armutsmigranten, Arbeitsmigranten, Nachzügler im Rahmen von Familienzusammenführungen und andere sein.
Die Einwanderungspolitik in Dänemark ist die Gesamtheit der politischen Leitlinien und Maßnahmen in Dänemark mit Bezug auf die Einwanderung in das Land. Noch in den 1980er Jahren galt die dänische Einwanderungspolitik als eine der liberalsten in Europa. Seit den 1990er Jahren wurde die Einwanderungspolitik immer weiter verschärft und gilt heute als eine der restriktivsten in Europa. 
2024 genehmigte die dänische Regierung lediglich 860 Asylanträge.

## Möglichkeiten der Einwanderung nach Dänemark
Es gibt verschiedene legale Möglichkeiten der Einwanderung nach Dänemark:
- Staatsbürger der Europäischen Union und der Schweiz können sich im Rahmen der EU-Grundfreiheiten bzw. des Assoziierungsabkommens mit der Schweiz bis zu drei Monate in Dänemark aufhalten, ohne dass hierfür weitere Genehmigungen notwendig sind. Danach wird eine Arbeitserlaubnis oder eine sonstige Aufenthaltserlaubnis benötigt (außer bei Staatsbürgern der übrigen nordischen Länder – siehe unten)[5]
- Staatsbürger der übrigen nordischen Länder (Norwegen, Schweden, Finnland, Island) können sich aufgrund einer entsprechenden Sonderregelung der fünf nordischen Länder ohne weitere Regelungen für unbestimmte Zeit in Dänemark aufhalten und dort arbeiten[6]
- Staatsbürger aus Drittländern (Nicht-EU oder Schweiz) können sich längerfristig bzw. ggf. permanent in Dänemark aufhalten, wenn ihnen Asyl oder ein Aufenthalt aus humanitären Gründen gewährt wird, sie eine Arbeits- oder Studienerlaubnis haben oder aufgrund von Familienzusammenführungen. Daneben gelten einige weitere Sonderregelungen für ausländische Gastwissenschaftler, Au-pair-Mädchen oder Praktikanten.[7]

Im Zuge der Flüchtlingskrise 2015 kam es auch zu einer ungeregelten Einwanderung von Flüchtlingen nach Dänemark.

## Historische Entwicklung der Einwanderung nach Dänemark
Dänemark versteht sich nicht als klassisches Einwanderungsland. Historisch gesehen war Dänemark ein ethnisch, kulturell und sprachlich sehr homogenes Land. Bis Anfang der 1960er Jahre gab es keine nennenswerte Einwanderung. 1759 wanderten deutsche Familien unter anderem aus dem Odenwald und der Bergstraße nach Jütland aus. 59 Familien haben sich mittlerweile mit der örtlichen Bevölkerung vermischt. Die Kolonisten brachten unter anderem die Kartoffel nach Dänemark. Als Folge der Vertreibung der deutschen Bevölkerung aus den Ostgebieten kamen seit 1945 etwa 250.000 deutsche Flüchtlinge, die jedoch in den Folgejahren nach Deutschland übersiedelten.
Die erste signifikante Einwanderung nach dem Zweiten Weltkrieg bestand aus Flüchtlingen aus osteuropäischen Regimen. So flüchteten etwa 1500 Ungarn vor der sowjetischen Invasion im Jahr 1956 nach Dänemark. Die Zahlen blieben jedoch gering und da gleichzeitig eine Auswanderung aus Dänemark stattfand, war der Migrationssaldo bis 1958 sogar negativ.
Die erste Phase nennenswerter Einwanderung nach Dänemark wurde in den 1960er Jahren mit dem Zuzug von Gastarbeitern (Arbeitsmigration) eingeleitet. Ebenso wie andere europäische Länder erlebte Dänemark in den 1960er Jahren einen starken wirtschaftlichen Aufschwung, aus dem ein erhöhter Bedarf an Arbeitskräften resultierte. Es kamen Gastarbeiter aus der Türkei, Jugoslawien, Pakistan und Marokko nach Dänemark. Außerdem kam es zu einer Zuwanderung von Arbeitskräften aus Westdeutschland.
Die Zahl der Einwanderer blieb zunächst allerdings relativ gering. So hielten sich im Jahr 1962 ca. 14.000 Einwanderer in Dänemark auf, im Jahr 1971 war deren Zahl auf ca. 34.500 gestiegen. Aufgrund der zunehmenden Arbeitslosigkeit im Zusammenhang mit der ersten Ölkrise wurde der Zuzug von Gastarbeitern 1973 von der dänischen Regierung gestoppt. Nur noch Einwanderung aus den übrigen nordischen Ländern sowie der EWG war fortan möglich. Viele der Gastarbeiter kehrten nicht wieder in ihre Heimatländer zurück. Sie erhielten in der Regel nach fünf Jahren oder sogar schon früher eine permanente Aufenthaltsgenehmigung. Wer sich seit mindestens fünf Jahren in Dänemark aufhielt, hatte weiterhin ein Anrecht darauf, seine Familie nach Dänemark nachzuholen (Familiennachzug), ein Recht, von dem sie auch Gebrauch machten. Vor allem die Familienzusammenführungen, die etwa ab Mitte der 1970er Jahre einsetzten, führten dazu, dass der Ausländeranteil trotz des Zuwanderungsstopps nicht etwa zurückging, sondern sogar noch stieg. Ein weiterer Faktor war hier die relativ hohe Geburtenrate der Einwanderer.
Seit den 1980er Jahren ist die Einwanderung nach Dänemark sowohl aus westlichen wie auch nichtwestlichen Ländern kontinuierlich gestiegen. Einerseits ließen sich immer mehr Arbeitsmigranten aus anderen EU-Ländern in Dänemark nieder, da die EU-Grundfreiheiten die Migration innerhalb der EU erheblich erleichterten. Andererseits kamen auch immer mehr Flüchtlinge aus dem Nahen Osten und anderen Regionen nach Dänemark, die vor bewaffneten Konflikten in ihren Heimatländern geflohen waren (der Bürgerkrieg im Libanon, der Irak-Iran-Krieg und andere).
1983 gab es etwa 60.000 nichtwestliche Einwanderer der ersten und zweiten Generation.
In der Dekade von 1985 bis 1994 belief sich die Zuwanderung im Durchschnitt auf etwa 20.000 Personen pro Jahr. 1995 stieg die Zahl wegen des Jugoslawienkriegs kurzzeitig auf fast 40.000 an, um sich in den Jahren bis 2004 bei etwa 30.000 bis 35.000 Einwanderern im Jahr zu stabilisieren. 2005 erreichte die Zahl der Einwanderer erstmals die Marke von 40.000. Im Jahr 2014 kamen fast 65.000 Einwanderer nach Dänemark, dies ist die bislang höchste Zahl an Einwanderern für ein einzelnes Jahr.
Im Jahr 2005 betrug der Einwandereranteil an der dänischen Gesamtbevölkerung etwa 7,2 % (389.000 Personen). Zum 1. Januar 2014 lebten in Dänemark 476.059 Einwanderer. Bei einer Gesamtbevölkerung von 5,6 Mill. entspricht dies einem Anteil von 11,1 %. Hiervon stammten ca. 199.829 aus westlichen und 276.230 aus nichtwestlichen Ländern.
Die Einwandererpopulation in Dänemark ist sehr heterogen. Wichtigste Herkunftsländer nichtwestlicher Migranten sind: Türkei, Irak, Libanon, Pakistan, Somalia. Wichtige europäische Herkunftsländer sind Deutschland, Polen, Norwegen und Schweden. Ende 2018 wurde ein Gesetz verabschiedet, demzufolge die dänische Staatsangehörigkeit per Einbürgerung nur gegen Handschlag verliehen wird.

## Sozioökonomie der Einwanderung

### Sozioökonomische Indikatoren
Immigranten in Dänemark weisen im Durchschnitt einen niedrigeren sozioökonomischen Status auf und sind einem höheren Risiko von Armut oder Arbeitslosigkeit ausgesetzt als autochthone Dänen.

#### Bildung
Die schulischen Leistungen von Schülern aus migrantischen Familien bleiben im Durchschnitt hinter den Leistungen dänischer Schüler zurück.
Schüler aus nichtwestlichen Einwandererfamilien weisen einen deutlich niedrigeren Zensurendurchschnitt auf als dänische Schüler: 6,4 bzw. 7,0 für dänische Schülerinnen bzw. Schüler, 5,0 und 5,4 bei nichtwestlichen Schülerinnen bzw. Schülern. Auffällig ist hierbei, dass es sehr große Unterschiede innerhalb der Gruppe der Schüler mit nichtwestlichem Migrationshintergrund gibt. So schneiden Schüler mit vietnamesischem Hintergrund im Durchschnitt sogar etwas besser ab als Schüler ohne Migrationshintergrund, während Schüler mit nahöstlichem Migrationshintergrund im Durchschnitt besonders schlechte Noten haben (bspw. 4,3 bzw. 4,6 bei türkischem, 4,2 und 4,7 bei libanesischem Migrationshintergrund).
Auch beim Ausbildungsniveau liegen Schüler mit nichtwestlichem Migrationshintergrund unter dem dänischen Durchschnitt. Unter den 30-jährigen männlichen bzw. weiblichen Nachkommen der zweiten Generation besitzen 47 % bzw. 64 % eine abgeschlossene Berufsausbildung, bei Dänen und Däninnen betragen die Werte 72 % bzw. 80 %

#### Arbeitslosigkeit
Die Teilnahme am Arbeitsmarkt ist bei Personen mit nicht-westlichem Migrationshintergrund geringer ausgeprägt als bei Dänen. Gegenüber der autochthonen Bevölkerung zwischen 16 und 64 Jahren weist die Gruppe der nichtwestlichen Einwanderer bzw. Nachkommen derselben zwischen 16 und 64 Jahren ein um 38 % niedrigeres Beschäftigungsniveau auf. Bei den Einwanderern aus westlichen Ländern liegt die Unterbeschäftigung gegenüber der einheimischen Bevölkerung bei 20 %.

#### Abhängigkeit von öffentlichen Versorgungsleistungen
Bei den Empfängern von öffentlichen Versorgungsleistungen sind Personen mit nichtwestlichem Migrationshintergrund deutlich überrepräsentiert. So sind 22 % der Sozialhilfeempfänger (kontanthjælp) nichtwestliche Einwanderer bzw. deren Nachkommen, während deren Anteil an der Gesamtbevölkerung 7 % beträgt. Der Anteil der Empfänger von öffentlichen Versorgungsleistungen ist unter Einwanderern aus dem Nahen Osten und Afrika am höchsten. Bspw. beziehen ca. 80 % der Migrantinnen aus Somalia und dem Libanon Transfereinkommen.

#### Kriminalität
Unter den nichtwestlichen männlichen Einwanderern der ersten Generation (im Ausland geboren) ist die Kriminalitätsrate 53 % höher als unter männlichen Dänen. Bei in Dänemark geborenen Personen mit nichtwestlichem Migrationshintergrund liegt der Wert im Vergleich zu männlichen Dänen ohne Migrationshintergrund um 130 % höher. Bei diesen Angaben wurde bereits eine Standardisierung nach dem Lebensalter vorgenommen (da die Kriminalitätsrate stark mit dem Lebensalter korreliert). Die Rohdaten zeigen also noch höhere Abweichungen vom dänischen Durchschnitt. Wird eine weitere Standardisierung nach dem sozio-ökonomischen Status vorgenommen, liegen die genannten Werte immer noch um 27 % bzw. 120 % höher als für männliche Dänen ohne Migrationshintergrund. Auch bei der Kriminalitätsrate liegen Migranten mit nahöstlichem/afrikanischem Hintergrund innerhalb der Gruppe der nichtwestlichen Einwanderer weit über dem Durchschnitt – allerdings gilt dies auch für Einwanderer aus dem ehemaligen Jugoslawien.

### Ökonomische Kosten-Nutzen-Analyse
Gemäß einem Ministerialbericht aus dem Jahr 2011 hat der dänische Staat in den zehn Jahren von 2002 bis 2011 durch die Verschärfung der Einwanderungsgesetzgebung 6,7 Milliarden Euro eingespart. Dem Bericht zufolge verursacht die Einwanderung aus nichtwestlichen Ländern jedes Jahr Kosten in Höhe von 15,7 Milliarden dänischen Kronen (2,3 Milliarden Euro), während Einwanderer aus westlichen Ländern jährlich einen positiven Beitrag in Höhe von 2,2 Milliarden dänischen Kronen (295 Millionen Euro) leisten.
Im Jahr 2014 führte der Rockwool Fonds auf der Grundlage des sogenannten Danish Rational Economic Agents Model (DREAM) eine ökonomische Kosten-Nutzen-Analyse der Einwanderung in Dänemark durch. Der Analyse zufolge zahlten Einwanderer aus westlichen Ländern (EU28, Norwegen, USA und Kanada) im Jahr 2014 per Saldo 3,8 Milliarden dänische Kronen in die öffentlichen Kassen ein. Einwanderer aus nichtwestlichen Ländern verursachten dagegen per Saldo öffentliche Kosten in Höhe von 16,6 Milliarden Kronen im Jahr 2014. Die Forscher sind weiterhin der Auffassung, dass sich dieses Muster auch auf lange Sicht fortsetzen wird: nichtwestliche Einwanderer werden im Szenario der Forscher im Jahr 2050 per Saldo Kosten in Höhe von sechs Milliarden Kronen verursachen, während der positive Beitrag westlicher Einwanderer sich auf 9,1 Milliarden Kronen belaufen wird.

## Einwanderungsdebatte

### Historische Entwicklung und Grundzüge der dänischen Einwanderungsdebatte
Die Anfänge der dänischen Einwanderungsdebatte lassen sich bis in die 1960er Jahre zurückverfolgen, als die ersten Gastarbeiter nach Dänemark kamen. Aufgrund der geringen Zahl der Einwanderer zum damaligen Zeitpunkt hatte diese Debatte jedoch eine niedrige Priorität in der Öffentlichkeit und der Politik. Diskutiert wurden primär die Auswirkungen auf den Arbeitsmarkt, Themen wie Integration, Kultur, Religion usw. spielten dagegen keine Rolle. Eine wichtige Frontlinie im Rahmen dieser Debatte verlief zwischen Arbeitnehmervertretern auf der einen und der Wirtschaft auf der anderen Seite. Arbeitnehmervertreter fürchteten, dass die Einwanderung von Gastarbeitern mit niedrigen Ansprüchen die Machtposition der gesamten Arbeitnehmerschaft schwächen könnte und gehörten daher eher zu den Gegnern der Arbeitsmigration nach Dänemark, während die Wirtschaftslobby die Ausweitung des Angebots an Arbeitskräften begrüßte.
Erst in den 1980er Jahren gewann die Einwanderungsdebatte Momentum, wobei sich der Fokus von der früheren Debatte um Arbeitsmigration mehr und mehr hin zu einer Flüchtlingsdebatte verschob. Dies war eine Reaktion auf die wachsende Zahl von Asylbewerbern insbesondere aus dem Nahen Osten. Die Debatte wurde nun hitziger geführt und es kam zu einer zunehmenden Polarisierung zwischen Befürwortern und Gegnern der Aufnahme von Flüchtlingen. Während erstere humanitäre Gesichtspunkte geltend machten, argumentierten letztere, dass Dänemark vor einer „Invasion“ von Menschen mit ganz andersartigem kulturellem und religiösem Hintergrund gerettet werden müsse, die das Land auf lange Sicht zerstören würde. Wichtiger Bezugspunkt der Einwanderungsdebatte war das 1983 beschlossene und 1984 in Kraft getretene, anfangs sehr großzügige Ausländergesetz (udlændingelov), das bereits in der Beschlussphase heftig umstritten war und seit seinem Inkrafttreten immer wieder modifiziert wurde, wobei es tendenziell zu einer immer restriktiveren Gesetzgebung kam.
Einen entscheidenden Schub erhielt die Einwanderungsdebatte durch die Terroranschläge am 11. September 2001 („9/11“) in den USA. Die Anschläge hatten zur Folge, dass die Themen Terrorismus und Islam fortan untrennbar miteinander verknüpft waren. Islamismus bzw. politischer Islam spielten von da an in der Einwanderungsdebatte eine prominente Rolle, die Einwanderung aus islamischen Ländern wurde zunehmend auf diese Themen verengt und als eine Bedrohung für Dänemark, die dänische Werteordnung und nicht zuletzt das Christentum wahrgenommen. Zwar waren solche Themen bereits in den 1970er Jahren beispielsweise von Mogens Glistrup und seiner Fortschrittspartei auf die politische Agenda gesetzt worden, sie blieben damals jedoch Randthemen (siehe unten). Erst durch 9/11 wurde der für eine breite und anhaltende Rezeption solcher Themen notwendige Resonanzraum geschaffen.
Die Einwanderungsdebatte ist heute weitgehend auf Einwanderung aus muslimischen Ländern beschränkt.
Die Debatte wurde spätestens seit 9/11 zeitweilig sehr hitzig geführt, die Polarisierung zwischen Gegnern und Befürwortern einer großzügigen Einwanderungspolitik nahm zu. Positionen, die in Ländern wie Deutschland oder Schweden als außerhalb des demokratischen Meinungsspektrums stehend gelten bzw. tabuisiert werden, fanden Eingang in den Meinungsmainstream. Unter dänischen Meinungsmachern ist in diesem Zusammenhang die Auffassung weit verbreitet, dass die Einwanderungsdebatte im Vergleich zu Ländern wie Deutschland oder Schweden in Dänemark freier und realitätsnäher geführt und nicht durch Political Correctness verzerrt werde. Linke und linksliberale Kräfte, dänische und ausländische Nichtregierungsorganisationen, Menschenrechtsgruppen usw. kritisierten und kritisieren die zunehmende Problematisierung des Islam und generell nichtwestlicher Einwanderung, während nach ihrer Auffassung moralische und humanitäre Fragen immer mehr in den Hintergrund rücken. Auch wird kritisiert, dass die restriktive Einwanderungspolitik nicht mit „urdänischen“ liberalen Werten vereinbar sei.
Wesentliche Themen der dänischen Einwanderungsdebatte der letzten Jahre sind:
- die Rolle der Religion, insbesondere des Islam, im Gemeinwesen
- Familienzusammenführung
- Segregation und Ghettoisierung von Einwanderern, Parallelgesellschaften
- Staatsbürgerschaft und Dänentum (danskhed)
- Kosten und Nutzen der Einwanderung
- Geschlechterrollen, Werte und Religion
- Einwanderung und Kriminalität
- Einwanderung und Terrorismus
- Rassismus und Diskriminierung gegenüber Einwanderern

### Wertedebatte
Ein zentraler Aspekt der Einwanderungsdebatte ist die von vielen Debattenteilnehmern wahrgenommene Diskrepanz zwischen „dänischen“ bzw. „westlichen Werten“ wie die freie Entfaltung der Persönlichkeit, Geschlechtergleichstellung, Meinungsfreiheit, weltanschauliche Toleranz, Trennung von Staat und Religion, sexuelle Freiheit usw. und mit diesen als unvereinbar geltenden nichtwestlichen, insbesondere „islamischen Werten“. Dies wird in Dänemark unter dem Schlagwort værdidebat (Wertedebatte) zusammengefasst. Insbesondere muslimische Einwanderer seien aufgrund ihrer andersgearteten Werte nicht in die dänische Gesellschaft integrierbar, daher müsse deren Zuwanderung begrenzt werden. Zuwanderung aus islamischen Ländern führe zu einem Anstieg von religiösem Fundamentalismus und einem sich ständig ausbreitenden Widerwillen gegen Werte wie Religionskritik und Meinungsfreiheit. Eine wichtige Rolle in der Wertedebatte spielt das Kopftuch (sog. Kopftuchdebatte – siehe auch Kopftuchstreit) und die Frage, inwieweit der Islam eine frauenunterdrückende Religion sei. In diesem Zusammenhang wurde und wird auch ein Kopftuchverbot diskutiert.
Besonders intensiv ist die Wertedebatte anlässlich der Veröffentlichung der Mohammed-Karikaturen in der Zeitung Jyllands-Posten im Jahr 2005 aufgeflammt, die zu weltweiten Protesten und gewaltsamen Ausschreitungen unter Muslimen führte und Dänemark in die schwerste außenpolitische Krise seit dem Zweiten Weltkrieg stürzte. Die in Dänemark sogenannte Mohammed-Krise wirkt bis heute nach und ist ein Bezugspunkt in der Einwanderungsdebatte. Für viele Dänen bestätigt die Mohammed-Krise das Bild von den intoleranten, nicht integrierbaren Muslimen.
In einer im Jahr 2009 unter dänischen Muslimen durchgeführten Umfrage waren 55 % der Befragten der Auffassung, Homosexualität sei inakzeptabel, 80 % waren der Meinung, die Mohammed-Karikaturen hätten verboten werden müssen, 55 % befürworteten ein generelles Verbot von Religionskritik und 64 % stimmten der Aussage zu, dass die Meinungsfreiheit in bestimmten Fällen eingeschränkt werden müsse. Gemäß einer Untersuchung aus dem Jahr 2015 vertreten 77 % der dänischen Muslime die Auffassung, dass die im Koran enthaltenen Anweisungen vollständig befolgt werden müssen, 43 % waren der Meinung, dass Mädchen einen Schleier tragen sollten und 52 % meinten, dass der Islam sich westlichen Werten nicht anpassen sollte.

### Terrorismus
Die dänische Einwanderungsdebatte kreist seit 9/11 häufig um das Thema islamistischer Terrorismus. Im Rahmen einer im Auftrag der EU-Kommission durchgeführten Befragung unter 26.000 EU-Bürgern nannten 42 % der befragten Dänen Terrorismus als eines der drei Themen, das sie am meisten beschäftige. Die Zahl ist höher als in jedem anderen der 17 einbezogenen Länder außer Spanien.
Dänische Bürger und Einrichtungen wurden bereits einige Male das Ziel von islamistischem Terrorismus. Im Jahr 2010 verübte ein Asylbewerber aus Somalia einen nur knapp vereitelten Attentatsversuch auf Kurt Westergaard, einen der Zeichner der Mohammed-Karikaturen. Der Täter begründete seine Tat damit, dass Westergaard den Propheten Mohammed beleidigt habe. Auch die Redaktion der Jyllands-Posten wurde angegriffen, das Gebäude ist inzwischen stark gesichert. Im Jahr 2015 wurden bei einem islamistischen Terroranschlag in Kopenhagen ein Filmemacher und ein Wachmann einer Synagoge getötet und mehrere Polizisten verletzt. Islamistische Terroranschläge (in westlichen Ländern) sind in der Einwanderungsdebatte regelmäßig Anlass für Forderungen nach einer Verschärfung des Ausländerrechts.

### Kriminalität
Gegner der Einwanderung aus Drittweltländern argumentieren bisweilen, dass die höheren Kriminalitätsraten unter in Dänemark lebenden Personen mit nichtwestlichem Migrationshintergrund dem kulturellen oder religiösen Hintergrund bzw. andersartigen Werten dieser Personengruppen geschuldet seien. Diese ethnisch gebundene Kriminalität lasse sich daher nicht anders bekämpfen als durch das Unterbinden von Einwanderung aus den betreffenden Ländern. Andere Debattenteilnehmer halten dem entgegen, dass die höhere Kriminalität unter bestimmten Einwanderergruppen sozioökonomische Ursachen habe oder auch aus dem Erleben von Diskriminierung und Rassismus oder von Kriegstraumata herrühren könne.

### Ökonomische Debatte
Ökonomische Kosten-Nutzen-Überlegungen spielen in der politischen und öffentlichen Einwanderungsdebatte in Dänemark eine wichtige Rolle. Diese Facette wird vor allem im Hinblick auf nichtwestliche Einwanderung thematisiert. In Dänemark ist die Auffassung sehr weit verbreitet, dass nichtwestliche Einwanderung der Gesellschaft ökonomisch schade. Entsprechende Kosten-Nutzen-Rechnungen (siehe oben) werden daher sehr aufmerksam verfolgt und breit rezipiert. Selbst Gegner der gegenwärtigen restriktiven Einwanderungspolitik stellen die negativen ökonomischen Konsequenzen nicht-westlicher Einwanderung meist nicht in Frage, wenden sich jedoch gegen reine Kosten-Nutzen-Überlegungen und betonen stattdessen die Bedeutung ethischer Standpunkte.

### Nichtwestliche Einwanderung und Wohlfahrtsstaat
Dänemark ist ein ausgesprochener Wohlfahrtsstaat. Dieses Modell mit umfangreichen Transferleistungen bei entsprechend hoher Besteuerung ist in Dänemark breit konsentiert. Dieser Wohlfahrtsstaat wurde für eine homogene Population in einem nationalen Rahmen geschaffen. Ein in Dänemark weit verbreitetes Narrativ lautet, dass der Erfolg des Wohlfahrtsstaatsmodells der ethnischen und kulturellen Homogenität der Gesellschaft geschuldet ist. Ulf Hedetoft, Professor für Migrationssoziologie an der Universität Kopenhagen, äußerte sich 2011 in einem Interview wie folgt: „Seit dem Zweiten Weltkrieg und bis heute war der Erfolg des dänischen Wohlfahrtsstaates an die bevölkerungsmäßige und ethnische Homogenität gekoppelt. Alle leisten ihren Beitrag, weil wir alle im selben Boot sitzen. Einwanderer wurden als störende Elemente wahrgenommen, die eine Bedrohung für das dänische Wohlfahrtsstaatsmodell darstellen. Diese Haltung war sehr verbreitet, sowohl unter Politikern wie auch in den Medien.“ Da viele nichtwestliche Migranten keinen positiven Nettobeitrag zum Wohlfahrtsstaat leisten, ist „ein bestimmendes Element … [des restriktiven Kurses in der Einwandererpolitik] die Angst um die Nachhaltigkeit des dänischen Wohlfahrtsmodells“.
Dem Historiker und Autor Mikael Jalving zufolge übt der Wohlfahrtsstaat eine große Attraktivität auf Einwanderer aus nichtwestlichen Ländern aus. Zugleich führe die Masseneinwanderung aus nichtwestlichen Ländern auf lange Sicht zur Zerstörung des Wohlfahrtsstaates, da sich dessen Leistungen nicht mehr finanzieren lassen. Eine großzügige Einwanderungsgesetzgebung erfordere daher einen schlankeren, liberalen Staat, welcher wiederum ganz andere Arten von Einwanderern als der Wohlfahrtsstaat anlocke.
Die amtierende dänische Integrationsministerin Inger Støjberg nennt als Ziel der zurückliegenden und noch geplanten Asylrechtsverschärfungen ausdrücklich, dass es „nicht nur um Kronen und Öre, also die Staatsausgaben [gehe], sondern in hohem Maße darum, das Dänemark zu bewahren, das wir kennen“.

### Identität
Eng verwandt mit der Wertedebatte und der Wohlfahrtsstaatdebatte ist die Debatte um die Frage nach den Auswirkungen der Zuwanderung auf die dänische Identität. Dänemark ist in der Selbstwahrnehmung der Dänen ein kleines, gemütliches und friedliches Land, das als solches äußeren Gefahren – wie beispielsweise der Globalisierung – relativ hilflos ausgeliefert sei. Zugleich haben die Dänen ein relativ ungebrochenes Nationalbewusstsein, das sich in einem eher spielerischen als aggressiven Nationalstolz äußert. Das oft gebrauchte Wort Danskhed (Dänentum oder Dänischsein), in dem dänische Eigenschaften und Werte wie Hyggeligkeit, Geborgenheit, Gemeinschaftsgefühl, Gleichheit, Bescheidenheit usw. zusammengefasst werden, ist durchaus positiv besetzt. Die Einwanderung aus ganz anders gearteten Kulturkreisen wird vor diesem Hintergrund von vielen als Bedrohung oder zumindest Herausforderung für diese nationale Identität wahrgenommen. Jöhncke führt hierzu aus: „Es wird argumentiert, dass die Ankunft religiöser und ethnischer Minderheiten Herausforderungen für eine Neukonzeption des Landes birgt, nicht lediglich nur auf der oberflächlichen Ebene der ‚dänischen Einstellungen gegenüber Zuwanderern‘, sondern in  einem viel weiteren Sinne für das gesamte ideologische und soziale Gewebe des Landes.“

## Einwanderungspolitik

### Historische Entwicklung und Grundzüge der dänischen Einwanderungspolitik
Bis 1983 wurde die dänische Einwanderungspolitik im Ausländergesetz (udlændingelov) von 1953 geregelt, das zunächst relativ großzügige Bestimmungen enthielt.
Bis Anfang der 1970er Jahre spielte das Thema Einwanderung wegen der geringen Zahl von Migranten (Gastarbeitern) keine wesentliche Rolle in der öffentlichen und politischen Debatte. Eine der ersten markanten Entscheidungen in der Einwanderungspolitik war der 1973 verhängte Zuwanderungsstopp als Reaktion auf die zunehmende Arbeitslosigkeit im Zuge der ersten Ölkrise. Dieser Zuwanderungsstopp gilt formal bis heute. In den Jahren vorher waren die zunächst sehr liberalen Einreisebedingungen bereits schrittweise etwas verschärft worden. Der Zuzug von Gastarbeitern in den 1960er und 1970er Jahren verlief relativ ungeordnet, ein expliziter politischer Beschluss zur Anwerbung von Gastarbeitern wurde nie gefasst. Die Gastarbeiter kamen weitgehend auf eigene Initiative ins Land.
Im Jahr 1984 trat das neue dänische Ausländergesetz in Kraft. Das Gesetz galt damals als eines der großzügigsten Einwanderungsgesetze in Europa. Es wurde von den Vereinten Nationen ausdrücklich gelobt. Das Gesetz beinhaltete sehr großzügige Regelungen für Flüchtlinge bzw. Asylbewerber. Dänemark gewährte auch Personen Asyl, bei denen keine Asylgründe gemäß der Genfer Flüchtlingskonvention vorlagen. Anerkannte Asylbewerber hatten ein Recht auf Familiennachzug. Im Gleichklang mit der weiter oben nachgezeichneten Einwanderungsdebatte, die seit den 1980er Jahren immer größeren Raum im öffentlichen Diskurs eingenommen hat, wurde auch die Einwanderungspolitik auf der politischen Agenda immer höher prioritiert. Das Ausländergesetz ist seit 1984 mehr als 60-mal novelliert worden, wobei es zu immer mehr Verschärfungen kam. Das dänische Ausländergesetz gilt heute als eines der restriktivsten in Europa.
Als in den 1990er Jahren etwa 20.000 Bosnier in Dänemark Schutz vor den Jugoslawienkriegen suchten, wurde erstmals eine Sondergesetzgebung erlassen, gemäß welcher die bosnischen Flüchtlinge zwar eine befristete Aufenthaltsgenehmigung erhielten, ihre Asylanträge jedoch nicht behandelt wurden, da man auf eine Rückkehr der Flüchtlinge nach Bosnien und Herzegowina hoffte. Die meisten Bosnier erhielten schließlich eine permanente Aufenthaltsgenehmigung, jedoch ist die Diskussion darüber, inwieweit Flüchtlinge lediglich vorübergehend geduldet werden sollten, seitdem nie mehr verstummt. In Folge der als zunehmend problematisch empfundenen Ghettoisierung von Einwanderern und der Konzentration in einigen wenigen Großstadtvierteln vor allem in Kopenhagen, Aarhus und Odense wurde 1999 ein Integrationsgesetz (integrationslov) beschlossen, das zu einer besseren, dezentralen Verteilung von Einwanderern führen sollte.
Die Folketingswahl 2001, die im November des Jahres stattfand, stand in hohem Maße unter dem Eindruck der Terroranschläge am 11. September 2001. Es dürfte die erste Wahl gewesen sein, die durch einwanderungspolitische Themen entscheiden wurde. Die meisten politischen Parteien sprachen sich für eine deutliche Verschärfung des Ausländergesetzes aus. Die regierenden Sozialdemokraten wurden abgewählt und eine liberal-konservative Regierung gelangte an die Macht, gestützt von der Dänischen Volkspartei. Die Regierung beschloss eine Verschärfung des Asylrechts, verschärfte Regelungen zur Familienzusammenführung und Maßnahmen, die zu einer besseren Integration der in Dänemark lebenden Einwanderer führen sollten.
Dem Migrationsforscher Ulf Hedetoft zufolge haben einwanderungspolitische Fragen die dänische Politik in den 15 Jahren etwa von 1995 bis 2010 maßgeblich bestimmt. Mehrere Wahlen seien durch einwanderungspolitische Fragen entschieden worden.
Nach 2010 ist die Einwanderungsdebatte nach Hedetoft etwas zur Ruhe gekommen, da die Bevölkerung durch die durchgeführten Verschärfungen der Einwanderungsgesetzgebung zufriedengestellt worden sei und andere Themen wichtiger geworden seien. Im Zuge der europäischen Flüchtlingskrise 2015 ist die Debatte allerdings erneut aufgeflammt. Green-Pedersen sieht in der Politisierung der Einwandererfrage eine der wesentlichsten Entwicklungen in der neueren dänischen Politik. Die entscheidende Ursache für diese Entwicklung sei nicht ein Wandel der Einstellungen in der dänischen Bevölkerung gewesen, sondern die Entscheidung politischer Eliten, allen voran der beiden bürgerlichen Parteien Venstre und Konservative, die Einwanderungsfrage hoch zu priorisieren.
Der Schwerpunkt der dänischen Einwanderungspolitik liegt heute auf Einwanderung aus nichtwestlichen, namentlich islamisch geprägten Ländern des Nahen Ostens und Afrikas. Die dänische Einwanderungspolitik wurde in den letzten Jahren immer stärker darauf ausgerichtet, den Zuzug nichtwestlicher Ausländer nach Dänemark zu verringern. Auch ein völliger Stopp nichtwestlicher Einwanderung wurde und wird diskutiert. Daneben wird in geringerem Maße auch Armutsmigration aus Südosteuropa thematisiert, sowie vereinzelt Arbeitsmigration aus osteuropäischen Ländern, vor allem Polen. Zuwanderung aus hoch entwickelten Industrieländern spielt dagegen in der dänischen Einwanderungsdebatte und -politik keine Rolle bzw. diese ist im politischen und öffentlichen Diskurs positiv besetzt. Während im Hinblick auf Flüchtlinge und Armutsmigranten eher über Abschottung diskutiert wird, werden positive Anreize für die Einwanderung hochqualifizierter Arbeitsmigranten gesetzt, die zumeist aus westlichen Ländern kommen.
Neben der Minimierung der Zahl nichtwestlicher Einwanderer ist die Forderung nach nationaler Autonomie in der Einwanderungspolitik und möglichst vollständiger Kontrolle über die Einwanderung nach Dänemark ein weiteres Charakteristikum der dänischen Einwanderungspolitik. So hat sich Dänemark einen Rechtsvorbehalt innerhalb der Europäischen Verträge ausbedungen, der unter anderem bedeutet, dass das Land nicht verpflichtet ist, sich an einer gemeinsamen Asyl- und Integrationspolitik der EU zu beteiligen. Der Rechtsvorbehalt wurde vom dänischen Volk in einem Referendum am 3. Dezember 2015 erneut bekräftigt.

### Parteipolitische Hintergründe
Das dänische Parteiensystem wird traditionell in einen roten Block (Parteien links der Mitte) und einen blauen Block (Parteien rechts der Mitte) gegliedert. Die Parteien des blauen Blocks, zu denen die rechtsliberale Venstre und die Dänische Volkspartei zählen, stehen tendenziell für eine restriktive Einwanderungspolitik. Unter den Parteien des roten Blocks befürworten die teilweise als linksextrem charakterisierte Einheitsliste, die Sozialistische Volkspartei und die Radikale Venstre eine großzügige Einwanderungspolitik, während die Sozialdemokraten als bei weitem größte Partei des roten Blocks eher eine Zwischenstellung zwischen diesen Parteien und den Parteien des blauen Blocks einnehmen, inzwischen jedoch auch auf einen restriktiveren Kurs als früher eingeschwenkt sind. Diese Konstellation führt dazu, dass einwanderungspolitische Maßnahmen einer früheren Regierung bei Machtwechseln zwischen den beiden Blöcken teilweise immer wieder rückgängig gemacht, also ver- oder entschärft werden. Da jedoch auch die dänischen Sozialdemokraten in der Einwanderungspolitik Positionen vertreten, die in vielen anderen europäischen Ländern nur weit rechts der politischen Mitte zu finden sind, bleibt die Grundtendenz der dänischen Einwanderungspolitik auch bei Machtwechseln hin zum roten Block relativ restriktiv. Mittlerweile wird eine im europäischen Vergleich sehr restriktive Einwanderungspolitik von allen großen Parteien rechts und links der Mitte unterstützt. So äußerte sich Ende 2015 der Fraktionsvorsitzende der Sozialdemokraten Henrik Sass Larsen dahingehend, dass seine Partei alles tun werde, um die Anzahl der nichtwestlichen Einwanderer nach Dänemark zu begrenzen.
Die nunmehr seit einigen Jahrzehnten zu beobachtende zunehmende Verschärfung der Einwanderungsgesetzgebung korreliert mit dem zunehmenden Erfolg einwanderungskritischer Parteien in Dänemark.
Im Jahr 1972 gründete Mogens Glistrup die Fremskridtsparti (Fortschrittspartei). Glistrup bzw. die Partei verlangten eine sehr restriktive Ausländerpolitik gegenüber Muslimen, welche Glistrup kollektiv als Feinde betrachtete. Die Partei erreichte bei der Folketingswahl 1973 auf Anhieb 15,9 % der Wählerstimmen, sie blieb jedoch isoliert und ohne wirklichen politischen Einfluss. In der Folgezeit konnte die Fortschrittspartei nie mehr an den Wahlerfolg von 1973 anknüpfen.
Ein nachhaltiger politischer Wandel hin zu einer restriktiveren Einwanderungspolitik wurde zumindest teilweise als Folge der Gründung der Dänischen Volkspartei 1995 durch ehemalige Politiker der Fortschrittspartei eingeleitet. Die Partei übernahm die einwanderungspolitischen Forderungen der Fortschrittspartei in etwas entschärfter Form. Die Parteichefin (von 1995 bis 2012) Pia Kjærsgaard verstand es durch ihr persönliches Auftreten und realistischere politische Forderungen, der Partei zunehmende Akzeptanz und Einfluss in Politik und Öffentlichkeit zu verschaffen. Bei den Folketingswahlen zwischen 2001 und 2011 erreichte die Partei zwischen ca. 12 % und 14 % der Wählerstimmen. Bei der Folketingswahl 2015 wurde die Dänische Volkspartei mit 21,1 % der Wählerstimmen die zweitstärkste politische Partei in Dänemark.
Die Partei stützt gegenwärtig und stützte in der Vergangenheit Minderheitsregierungen der rechtsliberalen Partei Venstre, wobei es der Dänischen Volkspartei gelang, viele ihrer einwanderungspolitischen Forderungen durchzusetzen. Hinzu kommt, dass andere Parteien sich in ihrer Einwanderungspolitik immer stärker an die Positionen der Dänischen Volkspartei angenähert haben. Green-Pedersen vertritt allerdings die Auffassung, dass die Gründung und der Erfolg der Dänischen Volkspartei eher das Resultat als die Ursache der Politisierung der Einwanderungsfrage in Dänemark sei.
Die Dänische Volkspartei gilt als die dänische Partei mit der schärfsten Einwanderungspolitik.
Gemäß einer Untersuchung aus dem Jahr 2015 würden jedoch 13 % der Dänen eine Partei mit einer noch restriktiveren Einwanderungspolitik als jene der Dänischen Volkspartei wählen.

### Inhalte

#### Asyl- und Flüchtlingspolitik
Dänemark ist 1951 als erstes Land weltweit der Genfer Flüchtlingskonvention beigetreten und daher verpflichtet, die dort festgelegten Grundsätze zur Gewährung von Asyl zu beachten. Die Umsetzung der Flüchtlingskonvention geschieht durch § 7.1 des Ausländergesetzes (udlændingelov). Jeder Ausländer, der dänisches Hoheitsgebiet betritt, hat das Recht, in Dänemark um Asyl zu ersuchen. Wird dieses gewährt, so erhält der Flüchtling den Konventionsstatus gemäß Genfer Flüchtlingskonvention.
Weiterhin kann gemäß § 7.2 des Ausländergesetzes auch Personen Asyl gewährt werden, die keine Konventionsflüchtlinge sind. Gründe hierfür können bspw. die drohende Todesstrafe im Heimatland, drohende Folter oder sonstige drohende Menschenrechtsverletzungen sein. Die Gewährung von Asyl bedeutet, dass der Flüchtling eine zeitlich befristete Aufenthaltsgenehmigung erhält, die nach dem Auslaufen ggf. neu geprüft wird. Kein Asyl wird gewährt auf Grund von Naturkatastrophen, Armut, Hunger oder anderen widrigen Lebensumständen. Wenn die zuständigen Behörden zu dem Schluss kommen, dass kein Asylgrund vorliegt, wird die Person aus Dänemark ausgewiesen. In Ausnahmefällen kann das Justizministerium jedoch aus humanitären Gründen eine befristete Aufenthaltserlaubnis erteilen.
Neben Flüchtlingen, die direkt in Dänemark Asyl suchen, nahm das Land jährlich einige hundert sog. Quotenflüchtlinge auf. Dies beruhte auf einer Vereinbarung mit dem UN-Hochkommissariat für Flüchtlinge. Ende 2015 brachte die dänische Regierung Vorschläge zu einer Änderung der UN-Flüchtlingskonvention ins Spiel. Dabei ging es insbesondere darum, dass Flüchtlinge, die sich bereits in sicheren Drittstaaten aufgehalten haben, nicht mehr in einem anderen Staat Asyl beantragen können sollen. Die Aufnahme von Quotenflüchtlingen wurde Ende 2017 schließlich von Dänemark aufgekündigt.
Die Genfer Flüchtlingskonvention bietet Spielräume, welche Dänemark in den letzten Jahren zu einer Verschärfung des Asylrechts genutzt hat. Die Tageszeitung Dagbladet Information zitierte im November 2015 Experten mit der Einschätzung, dass die rezente dänische Flüchtlingspolitik nur noch auf das Ziel ausgerichtet sei, so wenig wie möglich Flüchtlinge entgegenzunehmen. Dagegen sei das Ziel, Flüchtlingen Schutz zu gewähren, völlig von der politischen Agenda verschwunden.
Im Folgenden kann nur auf einige wenige legislative Maßnahmen der jüngsten Vergangenheit eingegangen werden. 2014 wurde das Asylrecht dahingehend verschärft, dass Kriegsflüchtlinge grundsätzlich nur eine auf ein Jahr befristete Aufenthaltsgenehmigung erhalten und danach ausgewiesen werden können, wenn sich die Verhältnisse im Heimatland nur leicht verbessert haben. Damit steigt also aus der Sicht von Flüchtlingen das Risiko, abgeschoben zu werden.
Explizites Ziel der seit Sommer 2015 amtierenden rechtsliberalen Regierung, die unter anderem von der Dänischen Volkspartei gestützt wird, ist es, die Zahl der Asylbewerber in Dänemark zu verringern. Statt einer ungezügelten Zuwanderung von Flüchtlingen soll Dänemark selbst darüber bestimmen können, wie viele Flüchtlinge ins Land kommen.
Dies soll mit einer Verschärfung der Asylgesetzgebung erreicht werden.
Im September 2015, wenige Monate nach der Folketingswahl, beschloss die neue Regierung ein Maßnahmenpaket zur Verschärfung des Asylrechts. Teil des Maßnahmenpakets war die Reduzierung von Geldleistungen an Flüchtlinge. Die Höhe des Geldleistungen, auf die Flüchtlinge Anspruch haben, wurde fast halbiert, und zwar auf das Niveau des Transfereinkommens für Studenten. Ein alleinstehender Flüchtling ohne Kinder hat demzufolge statt auf umgerechnet 1450 Euro nur noch Anspruch auf ca. 800 Euro. Diese Maßnahme war besonders umstritten. Gegner der Maßnahme bezweifelten, ob sich hierdurch das Ziel, die Anzahl der Flüchtlinge zu verringern, erreichen lasse, da Flüchtlinge lediglich Sicherheit suchten und die Höhe der Geldleistungen kein relevantes Entscheidungskriterium sei. Nach Inkrafttreten dieser und anderer Maßnahme ging die Zahl der Asylbewerber in Dänemark allerdings stark zurück. In Interviews nannten viele Flüchtlinge die Reduzierung der Geldleistungen, über die sie detailliert informiert waren, als Grund dafür, nicht in Dänemark bleiben zu wollen. Weiterhin wurden die Regelungen zum Familiennachzug verschärft – Flüchtlinge müssen nun ein Jahr warten, bis sie ihre Familien nachholen können.
Ebenfalls im September 2015 schaltete die dänische Regierung Anzeigen in libanesischen Zeitungen, in denen über die jüngsten Verschärfungen des Asylrechts informiert wurde, bspw. die Kürzung von Geldleistungen und die Verschärfung des Familiennachzugs für Flüchtlinge. Ziel der Maßnahme war es, potenzielle Flüchtlinge und Schlepper zu informieren und von einer Reise nach Dänemark abzuschrecken. Anders als in einigen Medien berichtet, enthält die Annonce jedoch keine direkte Aufforderung, sich von Dänemark fernzuhalten.
Vor dem Hintergrund der europäischen Flüchtlingskrise ab dem Jahr 2015 wurde Anfang 2016 mit großer Mehrheit ein weiterer Maßnahmenkatalog zur Verschärfung des Asylrechts beschlossen. Neben der Regierungspartei Venstre und der Dänischen Volkspartei stimmte auch eine Mehrheit der Sozialdemokraten für die Maßnahmen. Beschlossen wurde unter anderem:
- Familienzusammenführungen sind erst nach frühestens drei Jahren möglich
- Beschlagnahmung von Geld und Wertsachen mit einem Wert von über 10.000 Kronen zur Finanzierung des Aufenthalts von Flüchtlingen
- Verschärfung der Regeln zur Erteilung einer permanenten Aufenthaltserlaubnis
- Weitere Reduzierung der Sozialleistungen für Asylberechtigte
- Verschärfung der Regelungen für Quotenflüchtlinge

Besonders dieser Maßnahmenkatalog fand ein breites Echo auch in der internationalen Presse. In Dänemark wurden vor diesem Hintergrund Befürchtungen laut, die Maßnahmen könnten der Reputation Dänemarks im Ausland schaden. Dänische Regierungsvertreter zeigten sich indes überzeugt, dass diese und weitere Maßnahmen Dänemarks zur Verschärfung des Asylrechts bald auch von anderen Ländern übernommen werden würden.
Darüber hinaus gab und gibt es weitergehende Vorschläge zur Minimierung der Flüchtlingszahlen in Dänemark. Im Jahr 2014 legten die Dänische Volkspartei und die liberale Partei Liberal Alliance fast gleichlautende Gesetzesvorschläge vor, die eine Unterbringung von Asylbewerbern in Flüchtlingslagern im Nahen Osten und in Afrika vorsahen. Der Vorschlag wurde von Amnesty International scharf kritisiert.
Die restriktive dänische Asylpolitik hat dazu geführt, dass Flüchtlinge zunehmend davon absehen, in Dänemark um Asyl zu ersuchen. Dänemark zählt neben Bulgarien und Ungarn zu den Ländern, die bei Flüchtlingen einen schlechten Ruf haben. Während der Flüchtlingskrise 2015 war Dänemark für viele Flüchtlinge nur eine Zwischenstation auf der Weiterreise nach Schweden oder in andere skandinavische Länder mit als vorteilhafter wahrgenommenen Rahmenbedingungen für Asylbewerber. Dänemark ist aufgrund des Dublin-Abkommens eigentlich verpflichtet, jeden Flüchtling, der sich auf dänischem Hoheitsgebiet aufhält, zu registrieren. Viele Flüchtlinge verweigerten während der Flüchtlingskrise jedoch die Registrierung und entzogen sich dieser aktiv. Die dänische Polizei sah zwischenzeitlich davon ab, Flüchtlinge zu einer Registrierung zu zwingen.
Im Jahr 2015, im Zuge der europäischen Flüchtlingskrise hat Dänemark über 20.000 Migranten aufgenommen. Seit 2016 sind die Zahlen stark rückläufig. Schweden hat zeitweise wöchentlich mehr Asylbewerber aufgenommen als Dänemark im gesamten Zeitraum von Januar bis 1. Oktober 2015.
Am 30. November 2018 beschlossen die Regierung und die Dansk Folkeparti, abgewiesene Asylbewerber und straffällig gewordene Ausländer, die nicht abgeschoben werden, auf der dänischen Insel Lindholm unterzubringen. Daneben gibt es Pläne, diese Menschen in Gefängnisse in anderen Staaten zu verlegen.
Im Sommer 2020 entschied Dänemark als einziges Land Europas, dass syrische Flüchtlinge in ihr Heimatland zurückzukehren haben. Die Zustände dort hätten sich soweit gebessert, dass Teile Syriens ein „sicheres Rückkehrerland“ seien. Im Frühjahr 2021 wurde diese Entscheidung am Beispiel einer Einser-Schülerin einer Abschlussklasse, die im Sommer ein Studium aufnehmen wollte, in Fernsehen und Printmedien thematisiert. Medial thematisiert wurde 2024 auch das Beispiel eines seit Jahren in Dänemark lebenden und arbeitenden Syrers, der aufgrund einer drohenden Abschiebung in Deutschland Kirchenasyl suchte und dort nachts verhaftet wurde. Nach seiner Abschiebung wurde er in Dänemark zu einer Haftstrafe verurteilt.

#### Familienzusammenführung bei Nicht-EU-Ausländern
Das Recht auf Familienzusammenführung wurde im Ausländergesetz von 1983 ursprünglich großzügig gehandhabt. Seit der Jahrtausendwende sind die Regelungen jedoch mehrere Male verschärft worden. Dabei wurden insbesondere die Anforderungen an die ökonomischen Verhältnisse der Nachzügler sowie die gemeinsame Bindung der Familienmitglieder an Dänemark verschärft. 2002 wurde der Nachzug von Ehegatten dahingehend verschärft, dass beide Ehepartner mindestens 24 Jahre alt sein müssen – offiziell zur Verhinderung von Zwangsehen. Trotz der offiziellen Begründung, Zwangsehen verhindern zu wollen, wird das Hauptziel der Verschärfungen meist darin gesehen, die Zahl der Familienzusammenführungen im Hinblick auf Länder wie Somalia, die Türkei oder Pakistan zu verringern. In der Folge fiel die Zahl der Nachzügler drastisch von knapp 11.000 Personen 2001 auf nur noch knapp 3000 Personen 2003.
Im Jahr 2011 führte die damalige Vestre-Regierung mit den Stimmen u. a. der Dänischen Volkspartei eine Neuregelung der Familienzusammenführung ein, die insbesondere darauf abzielte, den Ehegattennachzug aus nicht-westlichen Ländern praktisch unmöglich zu machen. Das Gesetz sah ein Punktesystem vor, bei dem Ausländer über 24 Jahren 60, Ausländer unter 24 Jahren 120 Punkte erreichen mussten, um nach Dänemark einwandern zu können. Maßgebliche Kriterien waren insbesondere Ausbildung, Berufserfahrung und Sprachkenntnisse. Die Zielsetzung des Gesetzes wurde erreicht: Während 2010 fast 4000 Personen der Familiennachzug gewährt wurde, verringerte sich der Familiennachzug in den ersten fünf Monaten nach dem Inkrafttreten des Gesetzes auf lediglich 25 Personen.
Im Jahr 2012 schaffte die neue Regierung unter Führung der Sozialdemokraten das Punktesystem wieder ab, was einen starken Anstieg der Familienzusammenführungen zur Folge hatte. Nach den neuen Regelungen können Ausländer, soweit sie mindestens 24 Jahre alt sind, nachgeholt werden, wenn die gesamte Familie einen stärkeren Bezug zu Dänemark als zum Heimatland des Ausländers hat („Verbundenheitsklausel“). Außerdem muss eine Sicherheit gestellt werden. Für Kinder gelten andere Regelungen. Eine zwischenzeitlich geltende Regelung, laut der die Verbundenheitsklausel nicht angewendet wurde, wenn der dänische Ehepartner bereits länger als 26 Jahre in Dänemark gelebt hatte oder länger als 26 Jahre im Besitz des dänischen Bürgerrechts war, wurde aufgehoben, nachdem sie 2016 vom Europäischen Gerichtshof für Menschenrechte für indirekt diskriminierend befunden wurde. Die Nichtregierungsorganisation Danes Worldwide schätzt, dass aufgrund der Verbundenheitsklausel etwa 10.000 im Ausland lebende Dänen derzeit nicht das Recht haben, mit ihrer Familie in Dänemark zu leben.
2016 wurde die Wartezeit für Familienzusammenführungen auf drei Jahre verlängert (siehe oben).

#### Arbeitserlaubnis
Personen aus Drittstaaten, die in Dänemark nicht asylberechtigt sind und nicht auf dem Wege der Familienzusammenführung nach Dänemark einreisen dürfen, benötigen eine Aufenthalts- und Arbeitsgenehmigung, um in Dänemark wohnen und arbeiten zu können. EU-Ausländer benötigen diese erst bei längerfristigen Aufenthalten. Die Erteilung einer Arbeitserlaubnis hängt in erster Linie von der Qualifikation des Antragstellers ab.
Es gibt mehrere Möglichkeiten, eine Aufenthalts- und Arbeitserlaubnis zu erhalten. Diese kann im Rahmen einer Green-Card-Regelung erteilt werden, der ein Punktesystem zugrunde liegt. Die Chancen, eine Green Card zu erhalten, sind umso höher, je höher der Antragsteller qualifiziert ist.
Weiterhin kann eine Arbeitserlaubnis erteilt werden, wenn der Antragsteller eine Tätigkeit ausübt, die auf einer Positivliste aufgeführt ist. Dies betrifft Tätigkeiten, bei denen in Dänemark ein Mangel an qualifiziertem Personal herrscht.
Antragstellern, denen eine Beschäftigung angeboten wird, die überdurchschnittlich entlohnt wird, haben erleichterten Zugang zum dänischen Arbeitsmarkt.
Daneben gelten spezielle Regelungen für Wissenschaftler, Start-up-Unternehmer, Trainees und einige andere Personengruppen.

#### Permanente Aufenthaltsgenehmigung
Eine permanente Aufenthaltsgenehmigung kann auf Antrag unter folgenden Bedingungen erteilt werden:
- Die Person muss fortgesetzt die jeweiligen Bedingungen für die bereits geltende Aufenthaltsgenehmigung erfüllen
- Vollendung des 18. Lebensjahrs
- Legaler Aufenthalt in Dänemark seit mindestens fünf Jahren
- Die Person darf keine Straftaten begangen haben
- Es dürfen keine verfallenen Schulden gegenüber der öffentlichen Hand vorliegen
- Kein Bezug von bestimmten Arten von Transfereinkommen in den zurückliegenden drei Jahren
- Unterzeichnung einer Erklärung über die Integration und die aktive Mitbürgerschaft im dänischen Gemeinwesen
- Dänische Sprachkenntnisse
- Vollzeitbeschäftigung oder Ausbildung in Dänemark im Zeitpunkt der Antragstellung sowie für die Dauer von mindestens drei Jahren innerhalb der letzten fünf Jahre

#### Einbürgerung
Das dänische Staatsbürgerschaftsrecht ist eine Kombination aus Ius sanguinis und Ius soli. Dänischer Staatsbürger qua Geburt ist jede in Dänemark geborene Person mit einem dänischen Vater oder einer dänischen Mutter. Ist kein Elternteil Däne, so löst auch eine Geburt in Dänemark nicht automatisch die dänische Staatsbürgerschaft aus.
Die Bedingungen für die Erlangung der dänischen Staatsbürgerschaft ähneln jenen für die Erlangung einer permanenten Aufenthaltsgenehmigung (siehe oben), gehen allerdings teilweise über diese hinaus. Erforderlich ist außerdem eine Treueerklärung gegenüber dem dänischen Staat. Die bisherige Staatsangehörigkeit muss zur Erlangung der dänischen Staatsangehörigkeit allerdings seit dem 1. September 2015 nicht mehr aufgegeben werden. Ein entsprechendes Gesetz war zuvor im Dezember 2014 vom Folketing beschlossen worden.
Die Regelungen zur Erlangung der dänischen Staatsbürgerschaft wurden in den letzten Jahren wiederholt verschärft, zuletzt im Oktober 2015 von der rechtsliberalen Minderheitsregierung. Die Verschärfungen betreffen beispielsweise einen längeren Mindestaufenthalt in Dänemark, den Nachweis besserer Dänischkenntnisse und besserer Kenntnisse über Dänemark, eine verlängerte Karenzperiode für Kriminalität sowie verschärfte Regelungen hinsichtlich der ökonomischen Situation des Antragstellers.

#### Integrationspolitik
Die Integrationspolitik ist im Integrationsgesetz (integrationslov) von 1999 geregelt. Dänemark hat relativ frühzeitig umfassende Maßnahmen auf dem Gebiet der Ausländerintegration getroffen.
Die dänische Einwanderungspolitik gehorcht dem Grundsatz, dass Einwanderer in die dänische Gesellschaft integriert werden sollen. Hamburger konstatierte Anfang der 1990er Jahre, dass Dänemark nach dem Willen der Politik jedoch keineswegs ein multiethnisches oder multikulturelles Gemeinwesen seil soll, vielmehr sei der Ansatz praktisch eher auf Assimilation der Einwanderer in die Mehrheitsgesellschaft ausgerichtet. De facto habe der Ansatz jedoch bei einigen Einwanderern und Einwanderergruppen eher zu Segregation als zu Integration bzw. Assimilation geführt. Jöhncke spricht davon, dass Dänemark von dem Ziel der Integration von Ausländern besessen sei. Dies könne als Versuch interpretiert werden, die Errungenschaften und integrativen sozialen Effekte des Wohlfahrtsstaates zu bewahren.
Die Integrationspolitik ist heute in hohem Maße auf die Aktivierung von Einwanderern ausgerichtet. Insbesondere sollen Einwanderer möglichst schnell in den Arbeitsmarkt integriert werden. Zu diesem Zweck wurden beispielsweise die Sozialleistungen für Einwanderer immer wieder gekürzt und Dänischkenntnisse werden durch verpflichtende Sprachkurse gefördert. In der Integrationsdebatte werden Einwanderer primär in einer Bringschuld gesehen und es wird erwartet, dass sie sich der dänischen Gesellschaft anpassen. Trotz weiterhin bestehender Segregation und unterdurchschnittlicher Ausprägung sozioökonomischer Indikatoren (siehe oben) bei Einwanderern konnte die dänische Integrationspolitik durchaus Erfolge verzeichnen.
Auch den Öffentlichen Bibliotheken kommt in Dänemark eine Rolle bei der Integration zu. Dänische Gemeinden sind gesetzlich verpflichtet, eine öffentliche Bibliothek zu betreiben, die die Versorgung spezieller Zielgruppen (Kinder, Migranten, Behinderte) sicherstellt. Nach einer Studie von 2001 nutzten zugewanderte Männer die Bibliotheken häufiger als dänische Männer, wohingegen zugewanderte Frauen und Kinder sie seltener nutzten als dänische Frauen und Kinder es taten. 84 % der in der Studie befragten jugendlichen Migranten nutzten die Bibliothek mindestens zweimal pro Woche. Sie wird dabei nicht nur zum Ausleihen von Materialien, sondern auch als sozialer Treffpunkt sowie, durch Mädchen, als Freiraum genutzt.
Eine gewisse Ausnahmestellung im Hinblick auf die Zielsetzung der Ausländerintegration nimmt die Dänische Volkspartei ein. Die Partei priorisiert eindeutig die Minimierung der Einwandererzahl. Eine Integration soll eher nur bei Ausländern stattfinden, bei denen keine Möglichkeit der (späteren) Abschiebung besteht. Bei Flüchtlingen mit temporärer Aufenthaltserlaubnis favorisiert die Partei dagegen Modelle wie eine zentrale Unterbringung und weitgehende Abschottung von der Gesellschaft bis zum Zeitpunkt der Rückführung der Flüchtlinge in ihre Heimatländer. Jöhncke konstatiert in der dänischen Politik dennoch einen sehr breiten Konsens der Notwendigkeit der Integration von Einwanderern, welcher die Dänische Volkspartei einschließe.

#### Aussetzung und Beendigung der Aufnahme von Quotenflüchtlingen ab 2016
Dänemark hat sich grundsätzlich zur Aufnahme von 500 UN-Quotenflüchtlingen verpflichtet und diese Verpflichtung bis einschließlich 2015 auch erfüllt. Nach dem enormen Zustrom von über 20.000 Migranten im Jahr 2015 wurde ab 2016 die Aufnahme von Quotenflüchtlingen ausgesetzt, mit der Begründung, dass das Land eine Atempause benötige. Diese Maßnahme wurde 2017 fortgesetzt. Die Maßnahme wurde von einer breiten parlamentarischen Mehrheit unter Beteiligung aller bürgerlichen Parteien und der Sozialdemokraten beschlossen. Dänemark ist weltweit das einzige Land, das eine Selbstverpflichtung zur Aufnahme von Quotenflüchtlingen ausgesetzt hat.
Ende 2017 wurde der Austritt aus dem Quotensystem des UNHCR wegen Überlastung bekanntgegeben.

#### Wiedereinführung von permanenten Grenzkontrollen ab 2016
Anfang 2016 beschloss die dänische Regierung die Wiederaufnahme von permanenten Grenzkontrollen an der deutsch-dänischen Grenze. Dadurch konnten im Jahr 2016 etwa 3000 Personen ohne gültige Personaldokumente an der Einreise gehindert werden. Die Grenzkontrollen wurden 2017 fortgesetzt, wobei neben Polizisten ab dem Herbst 2017 auch Soldaten zum Einsatz kommen.

#### „Ghetto-Initiative“
Die dänische Regierung beabsichtigt zukünftig, bei Straftaten, die in Wohngebieten mit hohem Migrantenanteil verübt werden, doppelt so hohe Strafen von den Gerichten verhängen zu lassen. Eltern, die in Ghettos wohnen, sollen verpflichtet sein, ihre Kinder ab dem ersten Lebensjahr in die Tagesbetreuung zu geben; andernfalls könne ihnen das Kindergeld gekürzt werden.
Seit 2010 veröffentlicht das Verkehrs-, Bau- und Wohnungsministerium jährlich eine Liste der Gebiete, die in Dänemark offiziell als Ghetto eingestuft werden. Die Einstufung als Ghetto erfolgt nach Faktoren in den Bereichen Bildung, Einkommen und Herkunft.

#### Gesetzesinitiative zur Verschickung von Asylbewerbern in Drittstaaten
Ende Mai 2021 berichteten Medien, die Regierung plane ein Gesetz für Abschiebungen von Asylbewerbern in Drittländer. Geplant ist, auch Asylbewerber, denen Asyl zuerkannt wurde, nicht nach Dänemark einreisen zu lassen: Betroffene sollen im Aufenthaltsland bleiben oder in ein UN-Flüchtlingslager der UN verlegt werden. Nachdem das Gesetz verabschiedet worden war, erklärte Rasmus Stoklund, einwanderungspolitischer Sprecher der Regierungspartei, dass mit dem Gesetz die Hoffnung verbunden sei, dass man Menschen davor abschrecken könne, in Dänemark Asyl zu beantragen. Die Europäische Kommission hat Zweifel an der Vereinbarkeit des neuen Gesetzes mit dem Europarecht geäußert.
Migrationsexperte Martin Lemberg-Pedersen bezeichnete diese Gesetzesinitiative der sozialdemokratischen Regierung als „deutlich radikaler als alles, was die dänischen Rechtspopulisten vorgeschlagen haben“; die Sozialdemokraten hätten „die Rechten rechts überholt“.